# 竹林大士出山圖
《竹林大士出山圖》（越南語：Trúc Lâm Đại sĩ xuất sơn đồ）是一幅描述越南陳朝的古代畫作，約作於十四世紀，传作者是杭州画家陈鉴如（一說是明代人託名以真跋裝）。此畫描繪了越南陳朝皇帝陳仁宗從其隱居的武林離宮出發前往升龍的場景，全卷961×28厘米，畫幅316×28厘米，共畫了82人，右邊61人為陳英宗及其隨從，其隊列中有國王的紅輦朱屏八人舁；左邊21人為陳仁宗及其隨從，其中仁宗乘坐名為「抵鴉」的二人舁，白象背上有名為「羅我」的鞍轡；畫卷其餘為歷代的題跋，現藏於遼寧省博物館。
中國學者劉中玉考證後認為《竹林大士出山圖》是越南人所作，他指出永樂以前中國人鮮有聽聞竹林大士之說，更別說至正末年生活在戰亂環境的陳鉴如，他根本不可能鉅細無遺了解越南陳朝的衣制和歷史典故，即使是交址土人陳光祉也得翻看《安南志略》才有辦法寫跋。題跋的明代翰林余鼎更是直接提到「自勝國(元朝)以來，其名不聞於中州」，並明確指出是「南交之人圖繪，其一時之事，樂為傳觀」、「今而幸際聖朝恢復漢唐故疆，晝收其地歸於職方，而為同軌同文之俗，而茲圖乃得傳入於中夏矣」，溥洽也提到「邦人歆豔，作為是圖」，這些都是繪圖其實是安南屬明時期傳入中國的證據。繪圖中的陳英宗穿著圓領白羅𥜗，符合《安南志略》中記載國王「國主平居戴唐巾，常服貴白，國人著白者為僣制，惟婦女不禁其裝飾。王侯及庶民常著團領玄裳（曲領黑羅𥜗），白羅紈絝。鞋尚革」的記載，但侍從的衣冠卻是使用陳睿宗以後才有的攢花巾，因此可以判斷成畫時間是陳睿宗及以後的時間。